# Romusaari (ö i Päijänne-Tavastland, Lahtis, lat 61,52, long 25,92)
Romusaari är en ö i Finland. Den ligger i sjön Pukaranjärvi och i kommunerna Sysmä och Gustav Adolfs och landskapet Päijänne-Tavastland, i den södra delen av landet, 160 km norr om huvudstaden Helsingfors. Öns area är 0,4 hektar och dess största längd är 110 meter i sydöst-nordvästlig riktning.